# H.Th. Oudejans
Hendricus ('Har') Theodorus Oudejans (Amsterdam, 29 februari 1928 - Nuenen, 15 september 1992) was een Nederlandse architect.

## Leven en werk
Oudejans was architect te Amsterdam. Oudejans doorliep de Academie van Bouwkunst Amsterdam te Amsterdam. Aanvankelijk was hij vooral werkzaam in Edam, waar hij zijn jeugd doorbracht.
In de jaren vijftig was hij bevriend met leden van de Cobra-beweging en leden van de Forum-redactie. Samen met Constant Nieuwenhuys, Armando en Ton Alberts ondertekende hij de eerste proclamatie van de Nederlandse afdeling der Internationale Situationisten. Met veel idealisme werkte Oudejans mee aan diverse plannen van deze sectie. Met de laatste zou hij een architectenbureau starten. 
Hij was enige tijd getrouwd met de schrijfster Mischa de Vreede. In de jaren zeventig werd Oudejans buitengewoon hoogleraar utiliteitsbouw aan de Technische Universiteit Delft. Hij was aldaar een zeer bevlogen docent, wiens colleges grote indruk op zijn studenten maakten.

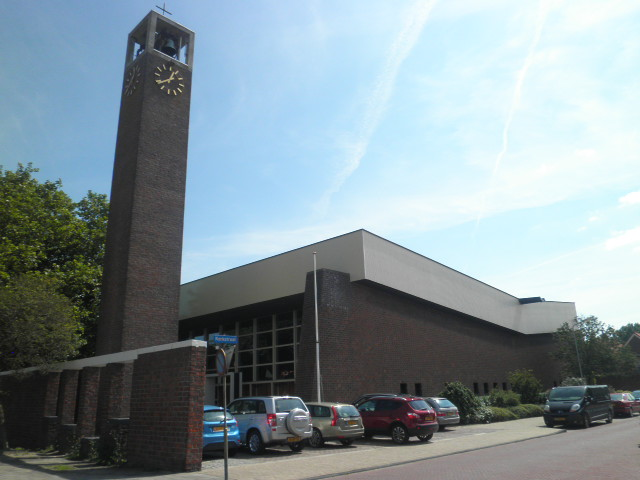
Onze Lieve Vrouw Sterre der Zee, Volendam
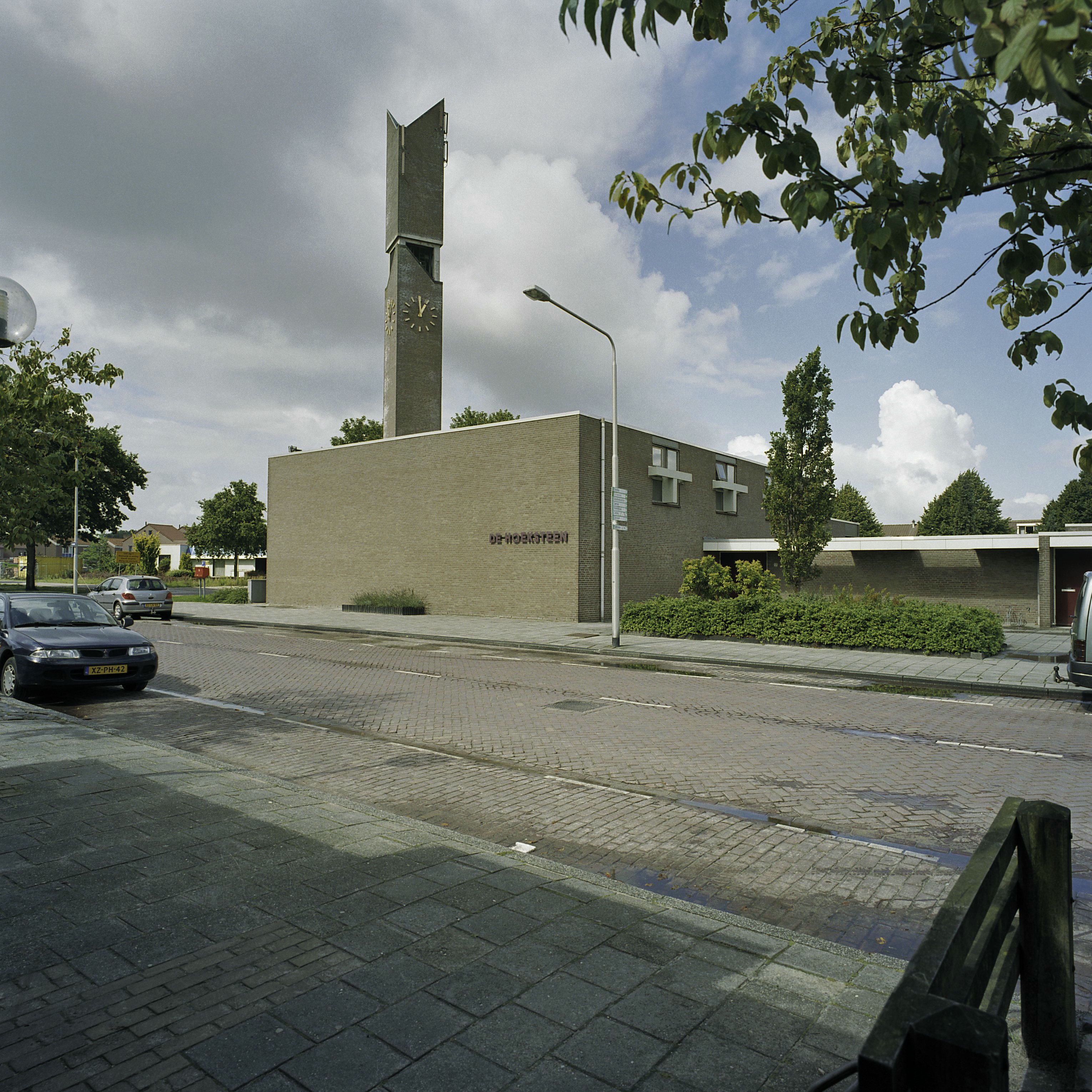
Door Oudejans ontworpen oecumenisch ontmoetingscentrum De Hoeksteen met karakteristieke toren in Swifterbant